# Catena citocromica
La catena citocromica, nota anche come catena respiratoria, è la terza fase della respirazione cellulare. 
Essa, nonostante anche il ciclo di Krebs avvenga nei mitocondri (organuli respiratori della cellula eucariota), è la vera e propria fase ossidativa. La catena citocromica si trova nelle creste mitocondriali e più precisamente tra la matrice e lo spazio intermembranoso del mitocondrio. Come ben sappiamo, grazie alla glicolisi e al ciclo dell'acido citrico viene prodotto un gran numero di NADH e soltanto una FADH2. 
Precisamente nella fase della glicolisi vengono ridotti 2 NAD+ tramite alcuni elettroni di atomi di carbonio durante la lisi esoergonica e nel ciclo dell'acido citrico (senza tener conto del passaggio da acido piruvico a acetilCoA) vengono prodotte 3 NADH e 1 FADH2. I NADH in condizioni di aerobiosi hanno una resa energetica di 3 ATP (adenosintrifosfato, costituito da un doppio anello di azoto e carbonio, l'adenina, che, unita al ribosio forma l'adenosina. Il ribosio inoltre permette l'unione dell'adenosina con tre gruppi fosfato) e il FADH2 ha una resa energetica di 2 ATP. 
L'unico modo per il quale il NADH e il FADH2 producano ATP è quello di "passare" per la catena citocromica. Infatti queste 2 molecole non sono accumulatori di energia ma, bensì, TRASPORTATORI di elettroni, e perciò, di energia. La catena citocromica è caratterizzata dalla presenza di 3 proteine transmembrana, 3 delle quali sono attivate da NADH (ed è per questo che essa ha una resa energetica di 3 ATP) e 2 delle quali sono attivate da FADH2 (ed è per questo che essa ha una resa energetica di 2 ATP).
Ma perché queste proteine necessitano di un'attivazione? Perché esse devono trasportare ioni H+ dalla matrice mitocondriale allo spazio intermembranoso, e questo è un trasporto che avviene contro gradiente di concentrazione, perciò hanno bisogno di energia utilizzando gli elettroni degli orbitali più esterni dei 2 trasportatori di energia. Tali elettroni si depositano sui citocromi (molecole costituite da una parte proteica e da una parte non proteica che è tetrapirrolica, come l'emoglobina e la clorofilla). 
A questo punto gli ioni passano allo spazio intermembranoso tramite le proteine transmembrana secondo un particolare processo di CHEMIOSMOSI, o FOSFORILAZIONE CHEMIOSMOTICA. Il gradiente di ioni H+ genera, naturalmente, energia che verrà utilizzata dall'ATP SINTETASI, una pompa di membrana, per trasportare (1 per 1) gli ioni H+ verso la matrice. L'energia che si è generata in seguito a quest'ultimo processo è quella necessaria a legare un ADP a un gruppo fosfato (PO4-) dando origine alla tanto desiderata ATP. Poi, alcuni ioni ritornano nello spazio intermembranoso, altri invece attirano a sé un elettrone in modo da diventare NEUTRI dando origine a un atomo di idrogeno. A questo punto interviene l'ossigeno che, essendo bimolecolare(O2) deve essere diviso per 1/2 diventando così Ossigeno monomolecolare (O). Esso attrae a sé 2 atomi di idrogeno dando origine così ad H2O. Infatti il prodotto della respirazione oltre ad essere anidride carbonica, come ben sappiamo espulsa mediante il ciclo di Krebs durante le reazioni di decarbossilazione, è anche acqua sotto forma di vapore acqueo.